# Pala di Corciano
La Pala di Corciano è un dipinto a olio su tavola (226x149 cm per la tavola centrale) di Pietro Perugino, databile al 1513 e conservato nella chiesa di Santa Maria a Corciano (PG). 

## Descrizione e stile
La tavola principale mostra l'Assunzione della Vergine entro una mandorla tra angeli oranti, musicanti, cherubini e serafini, mentre in basso, secondo uno schema ampimanete collaudato fin dagli anni '80 dal pittore, si trovano gli apostoli staccati dal gruppo superiore e immersi nel dolce paesaggio collinare che sfuma in lontananza. 
Ampio è il ricorso a disegni di repertorio, come negli angeli in alto (presenti ad esempio nel Battesimo del Polittico di Sant'Agostino) e nella disposizione degli apostoli, simili ad esempio a quelli della Pala dell'Annunziata. Dopotutto l'artista non dava importanza alla ripetitività di una composizione di successo, concentrandosi piuttosto sulla resa pittorica, sempre di altissima qualità. L'opera è particolarmente significativa per rappresentare la fase tarda dell'artista, indirizzata verso un più dolce sfumato leonardesco, rielaborato secondo il proprio sentire all'insegna di figure aggraziate ed eleganti, pacatamente sospese in toni aulici. Il disegno è sottile e preciso, inciso in fase preparatoria forse con la punta d'argento, visibile solo tramite riflettografie all'infrarosso; il colore a olio è corposo e spesso, pur senza venir meno la tipica delicatezza dell'artista. Ogni dettaglio è reso con grande cura ed attentamente studiata è la direzione della luce, con gli effetti che genera nello spessore dei panneggi e nella rifrazione dei colori cangianti.
Ancora più originale è la predella, con l'Annunciazione e l''Adorazione del Bambino, dove il Perugino usò una pennellata veloce e sfilacciata, tipica delle opere di piccole dimensioni del primo Cinquecento.
Predella della Pala di Corciano